# Limosina spinosa
Limosina spinosa är en tvåvingeart som beskrevs av Collin 1930. Limosina spinosa ingår i släktet Limosina och familjen hoppflugor. Inga underarter finns listade i Catalogue of Life.